# Pero albiorbis
Pero albiorbis är en fjärilsart som beskrevs av Louis Beethoven Prout 1928. Pero albiorbis ingår i släktet Pero och familjen mätare. Inga underarter finns listade i Catalogue of Life.